# Терепищий Сергій Олександрович
Терепищий Сергій Олександрович (17.06.1984, Ічня) — український філософ та громадський діяч, доктор філософських наук, професор кафедри соціальної філософії, філософії освіти та освітньої політики Національного педагогічного університету імені М. П. Драгоманова, голова Ради молодих вчених Національного педагогічного університету імені М. П. Драгоманова  , член Громадської ради при МОН України .

## Життєпис
Народився 17 червня 1984 року в місті Ічня Чернігівської області. У 2006 році закінчив Національний педагогічний університет імені М.П. Драгоманова. 
У 2016 році захистів докторську дисертацію на тему «Філософська парадигма сучасних освітніх ландшафтів».
Працював учителем географії ЗНЗ «Гуманітарна гімназія «Гармонія» (2006 р.), радником з питань освіти та науки Генерального директора Міжнародного дитячого центру «Артек» (2010 р.), викладачем та старшим викладачем кафедри соціальної філософії та філософії освіти НПУ імені М. П. Драгоманова (2008 – 2011 рр.). 
Займається комплексним дослідженням проблем розвитку освіти в постколоніальній перспективі. Брав участь у міжнародних дослідженнях «Transformation Processes of Modern Society: Spiritual polyphony in Europe» (University of Warmia and Mazury in Olsztyn, 2014) та «Higher Education in Post-Soviet Environments:  A Stakeholder Analysis» (University of Hong Kong, 2015). 
Працює в редакції польського наукового часопису «Studia Warmińskie» .

## Науковий доробок
Автор понад 50 наукових праць з соціальної філософії та філософії освіти. 
Основні праці:
- Обдарована молодь України [Текст] : оцінка сучасного стану та поширення перспективного досвіду роботи з обдарованою молоддю в регіонах України / С.О. Терепищий [та ін.] ; ред. С. О. Терепищий ; Всеукраїнська молодіжна громадська організація "Союз обдарованої молоді". - К.: ВМГО "Союз обдарованої молоді", 2008. - 155 с.
- Стандартизація вищої освіти (спроба філософського аналізу) [Текст] : [монографія] / Сергій Терепищий ; Нац. пед. ун-т ім. М. П. Драгоманова, Ін-т філос. освіти і науки, Каф. соц. філос. та філос. освіти. - К. : Вид-во НПУ ім. М. П. Драгоманова, 2010. - 198 с.
- У чому сенс життя? [Текст] : зб. есе / [А. Кудря та ін. ; уклад. С. Терепищий]. - Київ : Вид-во НПУ імені М. П. Драгоманова, 2014. - 59 с.
- Трансформаційні процеси сучасного суспільства [Текст] : колект. монографія / за ред. Сергія Терепищого [та ін.]. - Київ : НПУ ім. М. П. Драгоманова, 2015. - 267 с.
- Сучасні освітні ландшафти [Текст] : монографія / Сергій Терепищий. - Київ : Фенікс, 2016. - 308 с.
- Освіта у глобальному вимірі [Текст] / В. Андрущенко, В. Савельєв, Д. Свириденко, С. Терепищий. – К.: «МП Леся», 2017. – 516 с.

## Відзнаки
- Подяка Кабінету Міністрів України за високі досягнення у навчанні, науково-дослідній роботі, активну участь у громадському житті
- Грант Президента України для обдарованої молоді. [5]
- Стипендія Кабінету Міністрів України для молодих учених. [6]
- Премія Київської міської ради за внесок молоді в розвиток місцевого самоврядування. [7]
- Відзнака НАН України для молодих вчених «Талант. Натхнення. Праця».
- Премія Верховної Ради України за внесок молоді у розвиток парламентаризму, місцевого самоврядування. [8]
- Стипендія Верховної Ради України для найталановитіших молодих вчених. [9]